# Couture-sur-Loir
Couture-sur-Loir là một xã thuộc tỉnh Loir-et-Cher trong vùng Centre-Val de Loire miền trung nước Pháp.